# Judith Maria van Zwaben
Judith Maria van Zwaben (Goslar, september 1054 - na 1118) was van 1063 tot 1074 koningin-gemalin van Hongarije en van 1089 tot 1102 hertogin-gemalin van Polen. Ze behoorde tot de Salische dynastie.

## Levensloop
Judith Maria was de jongste dochter van keizer Hendrik III van het Heilige Roomse Rijk uit diens tweede huwelijk met Agnes van Poitou, dochter van hertog Willem V van Aquitanië. 
Al kort na haar geboorte werd ze verloofd met prins Filips, de oudste zoon en erfgenaam van koning Hendrik I van Frankrijk. Nadat haar vader in 1056 overleed en haar moeder regentes van het Heilige Roomse Rijk werd, werd de verloving met Filips in september 1058 echter verbroken. Haar moeder had namelijk een vredesverdrag gesloten met koning Andreas I van Hongarije. Als onderdeel van de nieuwe alliantie werd Judith vervolgens verloofd met Andreas' zoon en erfgenaam Salomo. 
Toen koning Andreas I in 1060 overleed en de troon geüsurpeerd werd door diens broer Béla I, vonden Salomo, zijn broers en zijn moeder onderdak in Duitsland. Niettemin kon Salomo na de dood van Béla I in 1063 met de steun van zijn machtige schoonbroer Hendrik IV de Hongaarse troon alsnog bestijgen. Kort daarna vond in Székesfehérvár zijn huwelijk met Judith plaats. Het huwelijk was weinig succesvol, zowel de koning als koningin hadden naar verluidt buitenechtelijke affaires. Meestal wordt ervan uitgegaan dat het huwelijk kinderloos bleef, andere bronnen zeggen dan weer dat het echtpaar een dochter Sophia (overleden rond 1100) kreeg, die later huwde met graaf Poppo van Berg-Schelkingen. In 1074 werd Salomo na zijn nederlaag in de Slag bij Mogyorod van de troon gestoten door zijn neef Géza I. Judith vluchtte daarna naar Duitsland, terwijl Salomo bleef strijden voor zijn rechten op de Hongaarse troon. In 1077 aanvaardde hij voor de schijn de regering van koning Ladislaus I, maar toen bleek dat hij samenzwoer tegen de nieuwe koning, werd hij tot 1083 gevangengezet. Ook daarna bleef Salomo strijden voor zijn rechten op de troon, totdat hij in 1087 sneuvelde.
Judith Maria verbleef sinds haar vertrek uit Hongarije in Regensburg. In 1089 huwde ze met haar tweede echtgenoot, hertog Wladislaus I Herman van Polen, een huwelijk dat vooral bedoeld was om de relaties tussen Duitsland en Polen te verbeteren. Na de bruiloft veranderde ze haar naam in Sophia, mogelijk om zichzelf te onderscheiden van Wladislaus' eerste echtgenote Judith van Bohemen. Het echtpaar kreeg vier dochters: Sophia (1089-1112), die huwde met Iaroslav Sviatopolkovich, prins van Wolynië; Agnes (1090-1125), abdis van Quedlinburg; Adelheid (1091-1127), die tussen 1110 en 1118 huwde met Diederik III, graaf van Vohburg en markgraaf van de noordelijke mark van Beieren, en een naamloze dochter die huwde met een Poolse edelman. 
Judith had waarschijnlijk een grote impact op de Poolse politiek. Geloofd wordt dat ze een minnares was van magnaat Sieciech, de ware machthebber in Polen. Judith zou Sieciech geholpen hebben bij diens pogingen om het land over te nemen en mee de opdracht hebben gegeven om Mieszko Bolesławowic, de neef en troonopvolger van haar echtgenoot Wladislaus I, te vergiftigen. Ook slaagde ze er met de hulp van Sieciech in Wladislaus te overtuigen om zijn eerstgeboren zoon Zbigniew naar de Abdij van Quedlinburg te sturen en probeerden zij en Sieciech een alliantie te sluiten met haar stiefzoon Bolesław, de enige wettige zoon van Wladislaus I Herman. Nadat de plannen van Sieciech en Judith om het land over te nemen ontdekt werden, werden Bolesław en Zbigniew bondgenoten en vroegen ze om de regering aan hen over te dragen. Na enige pogingen om de alliantie tussen de halfbroers te verbreken werd Sieciech in 1100 uit Polen verbannen. Op 4 juni 1102 overleed Wladislaus I Herman, waarna het hertogdom Polen verdeeld werd tussen Bolesław en Zbigniew.
Judith Maria overleed op een 14 maart, maar haar precieze overlijdensjaar is niet bekend. In 1105 sloten Judith en haar stiefzoon Bolesław III een akkoord waarin ze hem, in ruil voor haar weduwegoederen, neutraliteit garandeerde in zijn conflict met Zbigniew. Volgens historicus Gerard Labuda bracht Judith haar laatste levensjaren door in Regensburg, samen met haar dochter Adelheid, die tussen 1110 en 1118 huwde met Diederik III van Vohburg. Aangenomen wordt dat Judith Maria na laatstgenoemd jaar stierf en een redelijk hoge leeftijd bereikte. Ze werd bijgezet in de  Abdij van Admont.

## Voorouders
| Voorouders van Judith Maria van Zwaben (1054-1118) | Voorouders van Judith Maria van Zwaben (1054-1118)                      | Voorouders van Judith Maria van Zwaben (1054-1118)                      | Voorouders van Judith Maria van Zwaben (1054-1118)                   | Voorouders van Judith Maria van Zwaben (1054-1118)                   | Voorouders van Judith Maria van Zwaben (1054-1118)                | Voorouders van Judith Maria van Zwaben (1054-1118)                | Voorouders van Judith Maria van Zwaben (1054-1118)                       | Voorouders van Judith Maria van Zwaben (1054-1118)                       |
| -------------------------------------------------- | ----------------------------------------------------------------------- | ----------------------------------------------------------------------- | -------------------------------------------------------------------- | -------------------------------------------------------------------- | ----------------------------------------------------------------- | ----------------------------------------------------------------- | ------------------------------------------------------------------------ | ------------------------------------------------------------------------ |
| Overgrootouders                                    | Hendrik van Spiers (970-989/1000) ∞ 909 Adelheid van Metz (970-1039/46) | Hendrik van Spiers (970-989/1000) ∞ 909 Adelheid van Metz (970-1039/46) | Herman II van Zwaben (-1003) ∞ Gerberga van Bourgondië (965/66-1019) | Herman II van Zwaben (-1003) ∞ Gerberga van Bourgondië (965/66-1019) | Willem IV van Aquitanië (937-995) ∞ Emma van Blois (950-1003)     | Willem IV van Aquitanië (937-995) ∞ Emma van Blois (950-1003)     | Otto Willem van Bourgondië (962-1026) ∞ Ermentrudis van Roucy (959-1004) | Otto Willem van Bourgondië (962-1026) ∞ Ermentrudis van Roucy (959-1004) |
| Grootouders                                        | Keizer Koenraad II (990-1039) ∞ 909 Gisela van Zwaben (995-1043)        | Keizer Koenraad II (990-1039) ∞ 909 Gisela van Zwaben (995-1043)        | Keizer Koenraad II (990-1039) ∞ 909 Gisela van Zwaben (995-1043)     | Keizer Koenraad II (990-1039) ∞ 909 Gisela van Zwaben (995-1043)     | Willem V van Aquitanië (969-1030) ∞ Agnes van Mâcon (995-1068)    | Willem V van Aquitanië (969-1030) ∞ Agnes van Mâcon (995-1068)    | Willem V van Aquitanië (969-1030) ∞ Agnes van Mâcon (995-1068)           | Willem V van Aquitanië (969-1030) ∞ Agnes van Mâcon (995-1068)           |
| Ouders                                             | Keizer Hendrik III (1017-1056) ∞ 909 Agnes van Poitou (1024-1077)       | Keizer Hendrik III (1017-1056) ∞ 909 Agnes van Poitou (1024-1077)       | Keizer Hendrik III (1017-1056) ∞ 909 Agnes van Poitou (1024-1077)    | Keizer Hendrik III (1017-1056) ∞ 909 Agnes van Poitou (1024-1077)    | Keizer Hendrik III (1017-1056) ∞ 909 Agnes van Poitou (1024-1077) | Keizer Hendrik III (1017-1056) ∞ 909 Agnes van Poitou (1024-1077) | Keizer Hendrik III (1017-1056) ∞ 909 Agnes van Poitou (1024-1077)        | Keizer Hendrik III (1017-1056) ∞ 909 Agnes van Poitou (1024-1077)        |